# 大垣市勝山斎場
大垣市勝山斎場（おおがきしかちやまじょう）は、岐阜県大垣市赤坂町にある、大垣市が運営する火葬場、斎場である。
大垣市の公営の火葬場、斎場は3ヶ所あり、その一つである。勝山（徳川家康が関ヶ原の戦いの前日に本陣を置いた標高53mの丘陵）の麓にある。

## 概要
- 1990年（平成2年）4月竣工[1]。
- 延床面積は760.69m2[2]
- 大垣市外居住者も使用可能であるが、市内居住者とは使用料が異なる。

### 施設概要
- 火葬炉：3基[1]
- 式場[3]
- 僧侶等控室
- 控室
- 和室

### 施設利用案内
- 住所：大垣市赤坂町745番地1
- 休館日：1月1日、1月2日、市長の指定する日[4]
- 火葬料金：下記料金は大垣市居住者の場合[3]
  - 満12歳以上：5,000円
  - 満12歳未満：4,000円
  - ペット（へい獣）：1,100円

## 交通アクセス

### 公共交通機関
- 名阪近鉄バス「赤坂西町」バス停下車、徒歩約8分。
- JR東海道本線（美濃赤坂線）美濃赤坂駅下車、徒歩約7分。

## 周辺施設
- 大垣市立赤坂中学校
- お茶屋屋敷跡
- 美濃赤坂駅